# Cabalgamiento Lewis

Sección transversal a través del Parque nacional de los Glaciares con rocas más antiguas proterocoicas por encima de la falla Lewis y de las capas más jóvenes del Cretácico

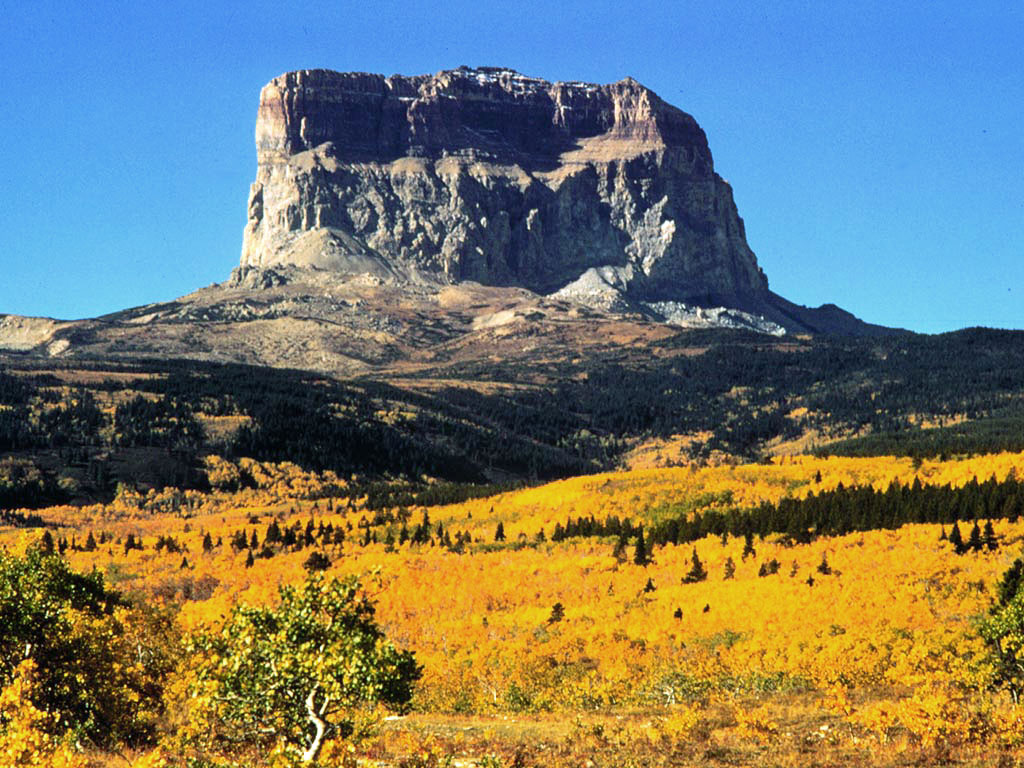
Chief Mountain en el Parque nacional de los Glaciares se formó a partir del borde oriental de la placa superior del cabalgamiento Lewis y la erosión le aportó la forma definitiva.

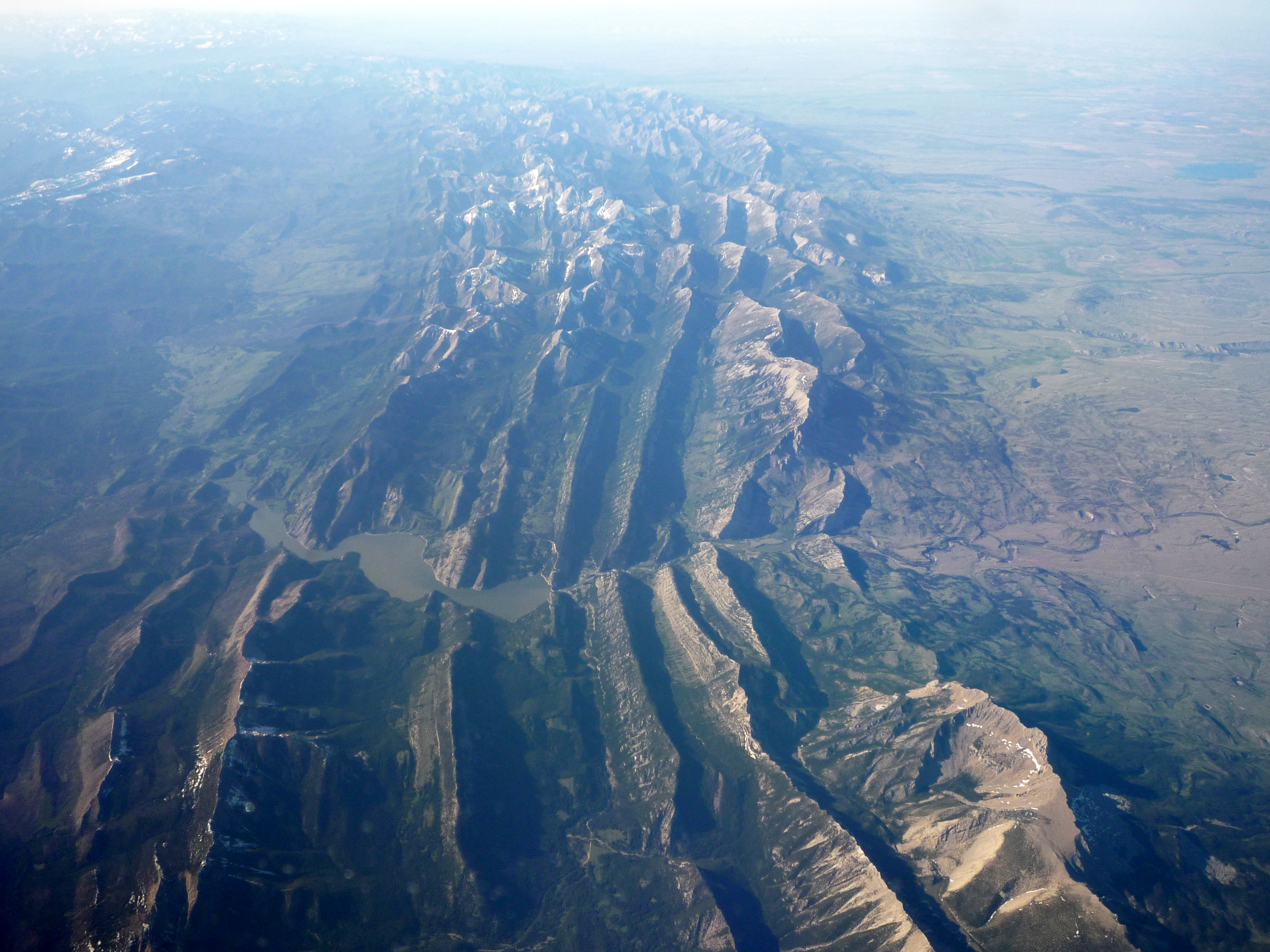
Vista aérea de parte del Cabalgamiento Lewis, mirando hacia el norte. El Frente de las Montañas Rocosas está a la derecha.

El cabalgamiento Lewis (Overthrust Lewis, en inglés) es una estructura de falla geológica de la Montañas Rocosas que se extiende por el Parque nacional de los Glaciares en Montana, Estados Unidos, el Parque nacional Waterton Lakes en Alberta, Canadá , así como por el bosque nacional Lewis y Clark. 
Proporciona información científica sobre procesos geológicos similares en otras partes del mundo, como los Andes y el Himalaya.  El estudio científico de esta región es práctico, debido a que las características rocas originales están bien conservadas y, en épocas más recientes, han sido esculpidas por los glaciares. Las montañas de la cordillera de Lewis (Lewis Range) y de la cordillera de Livingston son los recordatorios visibles de esta falla.  El frente de las Montañas rocosas es la parte más oriental de la Cordillera de Lewis, que se eleva abruptamente entre 1.200 a 1.500 metros por encima de la Grandes Llanuras.

## Formación
El cabalgamiento Lewis comenzó durante la formación de las Montañas Rocosas hace 170 millones de años como resultado de la colisión de placas tectónicas.  Las tensiones sobre las placas continentales empujaron una cuña de roca enorme hacia el este más de 80 km.  La cuña de roca, que era de varios kilómetros de espesor y varios cientos de kilómetros de longitud, estaba integrada por antiguas formaciones rocosas de la era del Precámbrico.  La capa subyacente estaba formada por materiales más blandos, rocas del Cretácico 1.400 millones de años más jóvenes que la capa de cabalgamiento.

## Importancia geológica
Esta falla de cabalgamiento es de gran interés por sus características estructurales, por la enorme extensión de su desplazamiento lateral de 80 km y porque ha permitido la exposición de materiales muy antiguos que poseían un alto grado de preservación.

## Chief Mountain
Chief Mountain es un ejemplo muy visible del cabalgamiento Lewis.  La montaña es un remanente aislado (isla tectónica o klippe) del borde oriental de la placa superior. La erosión a través del tiempo ha dado forma a la montaña en su forma característica, que se alza sobre la pradera, aislándola del resto de materiales del cabalgamiento. 